# 伊甸园山口
伊甸园山口（Eden Patera）是位于火星阿西达里亚海区的一个地貌特征。2013年10月，由“约瑟夫·米哈尔斯基”（Joseph R. Michalski）领导的图森行星科学研究所的研究表明，该特征在被推测为可能是一座超级火山而非撞击坑时引起了一些注意。这项研究假设该坑是由火山的破火山口坍塌而成，而不是由撞击所产生。怀疑伊甸园山口是一个坍塌的火山口而非一座撞击坑的部分原因是它不规则形状、明显没有凸起的边缘或中内峰，并且没有撞击喷出物。

## 另请查看
- 欧克斯火山口（另一座神秘的火山口）